# Marina Cicogna
Marina Cicogna Mozzoni Volpi di Misurata (Roma, 29 maggio 1934 – Roma, 4 novembre 2023) è stata una nobile, produttrice cinematografica, fotografa e sceneggiatrice italiana.
Prima donna produttrice cinematografica in Europa, ha prodotto alcuni fra i più importanti film italiani del cinema d'autore (Indagine su un cittadino al di sopra di ogni sospetto, di Elio Petri, vinse l'Oscar 1971 per il miglior film straniero).
Soprannominata la "contessa del cinema", esponente del jet set e della dolce vita romana degli anni sessanta che gravitava attorno a Via Veneto, è stata descritta dal New York Times come "la prima grande produttrice cinematografica italiana" e "una delle donne più potenti del cinema europeo".

## Biografia
Nasce a Roma a Palazzo Volpi, in Via del Quirinale, dal conte Cesare Cicogna Mozzoni e dalla contessa Anna Maria Volpi di Misurata, appartenenti rispettivamente all'antico casato lombardo dei Cicogna Mozzoni e ai veneti Volpi di Misurata: il nonno materno è il conte Giuseppe Volpi, governatore della Tripolitania, presidente della Biennale di Venezia e, come tale, fondatore della Mostra del Cinema di Venezia (1932) tanto che da lui prende nome la Coppa Volpi; il padre, banchiere estraneo al cinema, co-produce Ladri di biciclette nel 1948. 
Cresce tra Milano, Venezia e Cortina (con una parentesi in Svizzera durante la guerra), in un ambiente agiato e cosmopolita: nel 1951, diciassettenne, con sua madre è tra i circa mille invitati dell'alta società internazionale e dell'arte - tra cui Salvador Dalí e Fabrizio Clerici con Leonor Fini, Orson Welles, Christian Dior, i Rothschild e l'Aga Khan - allo storico ballo in maschera ospitato da Carlos de Beistegui a Palazzo Labia, noto come il "ballo del secolo", immortalato da Cecil Beaton per Life. Proprio al Lido, fin da bambina, frequenta il mondo del cinema con incontri importanti, come quello col produttore di Via col vento David O. Selznick, appassionandosi alla settima arte.
Dopo la separazione dei genitori consegue la maturità classica e si iscrive al Sarah Lawrence College di New York, avendo come insegnante Marguerite Yourcenar, prima di optare per una scuola di fotografia. L'amicizia con la figlia di Jack Warner le schiude le porte di Hollywood, dove ha modo di conoscere, tra gli altri, Marilyn Monroe e Lauren Bacall sul set di Come sposare un milionario.

### Carriera come produttrice
(Marina Cicogna nell'autobiografia Ancora spero)
Nel 1967 diventa titolare, assieme al fratello minore Ascanio detto “Bino”, della casa di produzione e distribuzione Euro International Films, che sua madre aveva rilevato, immettendo nel mercato cinematografico italiano una grande quantità di film prodotti all'estero spesso da case indipendenti, a partire da L'uomo del banco dei pegni di Sidney Lumet. Si afferma in un mondo esclusivamente maschile con intuizioni vincenti, come l'acquisto di Helga (primo film sull'educazione sessuale distribuito al cinema) e di Bella di giorno di Luis Buñuel, su cui nessuno scommetteva - poi Leone d'oro a Venezia - per promuovere il quale organizza una grande festa a Ca' Vendramin.
La svolta come produttrice arriva con Metti, una sera a cena (1969) di Giuseppe Patroni Griffi, da lei fortemente voluto contro lo scetticismo della stessa Euro. Seguono film come C'era una volta il West di Sergio Leone, Teorema e Medea di Pier Paolo Pasolini, Uomini contro di Francesco Rosi, Anonimo veneziano di Enrico Maria Salerno, Mimì metallurgico ferito nell'onore e Film d'amore e d'anarchia di Lina Wertmüller, Fratello sole, sorella luna di Franco Zeffirelli e soprattutto Indagine su un cittadino al di sopra di ogni sospetto di Elio Petri che, al netto di furiose polemiche politiche, vince il Premio Oscar 1971 per il miglior film straniero.
Dopo il tragico suicidio del fratello Bino a Rio de Janeiro e la crisi finanziaria della Euro, passa per un breve periodo alla Paramount (che le rifiuta Ultimo tango a Parigi di Bernardo Bertolucci e Il portiere di notte di Liliana Cavani) prima di cessare del tutto l'attività di produttrice e trasferirsi negli Stati Uniti. Nel 1976 appare come interprete in una piccola parte di Il comune senso del pudore.

### Ultimi anni
Di ritorno in Italia, le viene offerta la presidenza di Italia Cinema (2002). Era presidente onoraria dell'Accademia Internazionale d'Arte di Ischia.
Nel 2021 è protagonista del documentario Marina Cicogna - La vita e tutto il resto di Andrea Bettinetti, presentato alla Festa del Cinema di Roma.
Nel maggio 2023 pubblica la propria autobiografia, scritta con Sara D'Ascenzo e intitolata Ancora spero dal motto quattrocentesco di casa Cicogna, e riceve il Premio alla carriera nel corso della 68ª edizione dei David di Donatello. Da tempo malata di cancro, si spegne nella sua casa romana il 4 novembre 2023 all'età di 89 anni.

## Altre attività

### Fotografa
Appassionata di fotografia, negli anni della dolce vita ha immortalato personalmente, in contesti privati e informali, amici celebri come Gianni Agnelli, Greta Garbo, Maria Callas e Onassis, Herbert von Karajan, Luchino Visconti, Federico Fellini, Audrey Hepburn, Brigitte Bardot, la principessa Margaret, Henry Fonda, Charlie Chaplin, Jeanne Moreau, Silvana Mangano, Claudia Cardinale, Elizabeth Taylor, Ava Gardner, Gina Lollobrigida, Valentino, Yul Brinner, Ezra Pound e Louis Malle. Gran parte di queste istantanee è confluita nel libro Scritti e Scatti (2009), diventato anche un'apprezzata mostra fotografica.
Un secondo libro fotografico, La mia Libia (2012), raccoglie foto degli anni parzialmente vissuti a Tripoli tra il 1957 e il 1967, nella settecentesca villa di famiglia.
Ha realizzato con Gucci il libro d'arte e fotografia Imitatio Vitae (2019), sui capitelli di Palazzo Ducale.

### Icona di stile
La rivista statunitense Vanity Fair l'ha inserita nella sua International Best-Dressed Hall of Fame List (la lista delle personalità meglio vestite al mondo) per l'anno 2010. All'età di 83 anni ha posato per Gucci come testimonial, insieme ad altre modelle, della campagna Cruise Resort 2018.

## Vita privata
Parlava fluentemente italiano, inglese, francese e portoghese. Dichiaratamente bisessuale, ebbe flirt con Alain Delon, Warren Beatty e Farley Granger, ma fu anche la compagna di vita per oltre vent'anni dell'attrice brasiliana Florinda Bolkan (da lei stessa scoperta). Fu assistita fino all'ultimo dalla compagna Benedetta Gardona, a cui era legata da oltre trent'anni e che aveva poi adottato come figlia per tutelarla.

## Archivio Marina Cicogna
Nel rispetto dei desideri di Marina Cicogna, nel 2024, nasce l'Archivio Marina Cicogna, curato dall'artista Eros Renzetti, amico della produttrice. L'Archivio Marina Cicogna ha sede in palazzo Brancaccio a Roma.

## Filmografia
(film prodotti e/o co-prodotti, salvo dove Marina Cicogna ha ricoperto altri compiti, come indicato)
- Django, regia di Sergio Corbucci (1966)
- Il giorno della civetta, regia di Damiano Damiani (1968)
- I giovani tigri, regia di Antonio Leonviola (1968)
- C'era una volta il West, regia di Sergio Leone (1968)
- Metti, una sera a cena, regia di Giuseppe Patroni Griffi (1969)
- Medea, regia di Pier Paolo Pasolini (1969, produzione associata)
- Mio zio Beniamino, l'uomo dal mantello rosso, regia di Édouard Molinaro (1969, solo sceneggiatura)
- Uomini contro, regia di Francesco Rosi (1970, solo distribuzione)
- Indagine su un cittadino al di sopra di ogni sospetto, regia di Elio Petri (1970)
- La classe operaia va in paradiso, regia di Elio Petri (1971)
- Incontro, regia di Piero Schivazappa (1971, solo distribuzione)
- Fratello sole, sorella luna, regia di Franco Zeffirelli (1972)
- Mimì metallurgico ferito nell'onore, regia di Lina Wertmüller (1972)
- Un uomo da rispettare, regia di Michele Lupo (1972)
- Lo chiameremo Andrea, regia di Vittorio De Sica (1972)
- Una breve vacanza, regia di Vittorio De Sica (1973)
- Film d'amore e d'anarchia - Ovvero "Stamattina alle 10 in via dei Fiori nella nota casa di tolleranza...", regia di Lina Wertmüller (1973)
- Le orme, regia di Luigi Bazzoni (1974)
- Il comune senso del pudore, regia di Alberto Sordi (1976, solo interprete)
- Marina Cicogna - La vita e tutto il resto, regia di Andrea Bettinetti (2021, documentario)

## Opere letterarie
- Scritti e scatti, Mondadori Electa, 2009, ISBN 978-88-370-7117-2.
- La mia Libia, Edimond, 2012, ISBN 978-8850005406.
- Imitatio Vitae, Marsilio/Gucci, 2019, ISBN 978-88-297-0319-7.
- Ancora spero. Una storia di vita e di cinema, Marsilio, 2023, ISBN 978-8829718788.

## Riconoscimenti
- David di Donatello
  - 1970 – Miglior produttore per Indagine su un cittadino al di sopra di ogni sospetto
  - 2023 – David alla carriera

- Nastro d'argento
  - 1971 – Candidatura Miglior produttore per Indagine su un cittadino al di sopra di ogni sospetto
  - 2014 – Nastro d'argento alla carriera

- Ciak d'oro
  - 2012 – Ciak d'oro alla carriera

- Taormina Film Fest
  - 2014 – Taormina Arte Award

- Capri, Hollywood - The International Film Festival
  - 2019 – Friend of Capri

- Ischia Global Film & Music Festival
  - 2020 – Chiavi di Ischia

- Filming Italy Los Angeles
  - 2022 – Filming Italy Los Angeles Best Documentary Award per Marina Cicogna - La vita e tutto il resto

- Filming Italy Best Movie Award
  - 2022 – Menzione speciale per Marina Cicogna - La vita e tutto il resto

- Torino Film Festival
  - 2022 – Premio Speciale Fondazione CRT